# مثلث فوق صماخ
مثلث فوق صماخ (بالإنجليزية: Suprameatal triangle)‏ في العظم الصدغي، بين الجدار الخلفي من الصماخ السمعي الخارجي والجذر الخلفي لنتوء الوجنية هي المنطقة التي تسمى المثلث العلوي، أو الحيز العلوي، أو الحفرة الخشائية، أو مثلث إيوان وهو المثلث فوق الصماخ.
في البالغين، يقع التجويف في عمق حوالي 1.5 إلى 2 سم في مثلث فوق صماخ. و هو معلم مهم عند إجراء عملية استئصال الخشاء القشري.